# 서부초등학교 (울산)
서부초등학교(西部初等學校)는 대한민국 울산광역시 동구 서부동에 있는 공립 초등학교이다.

## 학교 연혁
- 1983.11.16 서부초등학교 개교 (24학급)
- 1989.12.20 도지정 컴퓨터 시범학교
- 1992.11.18 시지정 음악(관악)과 시범학교
- 1994.12.21 학교 경영 실적 최우수학교 (시)
- 1996.11.24 도지정 생활지도 자율시범학교
- 1998.03.01 교육부지정 인성교육 자율시범학교 선정
- 1998.12.22 교육개혁 기관 평가 최우수학교 선정
- 2001.03.01 울산광역시지정 교실수업개선 연구학교 (2년간)
- 2006.03.01 교육인적자원부지정 방과후학교 시범학교 운영 (2년간)
- 2008.03.01 학교숲가꾸기 시범학교 운영 (3년간)
- 2010.03.01 사교육절감형 창의경영학교 정책연구학교 운영 (2년간)
- 2010.11.26 사교육 없는 학교 우수학교 선정 (한국교육개발원)
- 2010.11.26 울산 방과후학교 우수학교 선정
- 2011.04.18 여자축구부 창단
- 2011.12.20 사교육절감형 창의경영학교 선도학교 선정 (한국교육개발원)
- 2012.03.01 36학급 편성 (특수학급 신설)
- 2012.03.01 사교육절감형 창의경영학교 정책연구학교 운영 (2년간)
- 2013.09.01 제15대 차기창 교장 부임
- 2014.03.01 S/W 방과후학교 운영(미래창조과학부)
- 2014.05.26 제43회 전국소년체육대회 동메달 획득
- 2015.02.17 제31회 졸업 149명(계 8858명)
- 2015.03.01 35학급 편성

## 참고 자료
- 서부초등학교 - 한국교육학술정보원 학교알리미